# Corbevax
Corbevax (również: BECOV2A) – szczepionka podjednostkowa przeciw COVID-19, nie objęta ochroną patentową. Została opracowana przez Texas Children's Hospital przy Baylor College of Medicine, niemal wyłącznie z funduszy prywatnych. Do czerwca 2022 dopuszczona była do użytku w Indiach i Botswanie.
Szczepionka powstała z myślą o tanim i łatwym zastosowaniu na całym świecie. W 2021 zespół opracowujący przekazał bez zobowiązań licencję na produkcję przedsiębiorstwu Biological E. Limited z Indii, gdzie produkt został warunkowo dopuszczony do użytku. Produkcję prototypu wsparła CEPI. Biological E. Limited zamierza wyprodukować ponad miliard dawek dla innych krajów. Charakteryzuje się wysokim bezpieczeństwem, skutecznością, niskim kosztem i łatwą produkcją.
Baylor College of Medicine pracował nad szczepionką rekombinowaną przeciw koronawirusom od 2011 (SARS, MERS).
Szczepionka wykorzystuje białko kolca wirusa SARS-CoV-2, ale jej wytwarzanie bazuje na rekombinowanej szczepionce przeciw wirusowemu zapaleniu wątroby B, co poszerza możliwe grono producentów (firmy licencjonujące jej produkcję znajdują się w Indonezji, Bangladeszu, USA, RPA, i innych krajach), ale także może ułatwić jej akceptację społeczną.

## Budowa i działanie
Czynnikiem aktywnym jest białko domeny wiążącej receptor (RBD N1C1, opracowany przez BCM Ventures, zespół komercjalizujący prace Baylor College of Medicine) kolca S1 adsorbowana w adjuwancie Alhydrogel i CpG 1018 (firmy Dynavax). Białko wytwarzane jest w drożdżach Pichia pastoris.
Badania fazy I i II trwały od listopada 2020 zakończyły się w lutym 2021. Badania fazy II i III (dwa badania) prowadzono od czerwca 2021 przez 14 miesięcy i od października 2021 przez 10 miesięcy. Kolejne badania fazy III trwał od września 2021 przez 10 miesięcy.
W badaniach fazy III w Indiach Corbevax nie wykazał żadnych poważnych skutków ubocznych, a jej skuteczność przeciw wariantom Delta i Beta była wyższa niż dla Vaxzevria.
Do czerwca 2022 w Indiach podano dzieciom 51,7 miliona dawek Corbavaksu, w tym 17,4 miliona przyjęło dwie dawki.
Na przełomie maja i czerwca 2022 produkt został dopuszczony, jako pierwsza szczepionka w Indiach, jako heterogeniczna dawka przypominająca (uzupełniająca szczepienie innym produktem) dla osób powyżej 18 roku życia, 6 miesięcy po szczepieniu podstawowym.

## Źródła finansowania
- fundacje i osoby prywatne, ok. 7 mln USD[8]
- Coalition for Epidemic Preparedness Innovations, 5 mln USD[2]
- grant departamentu biotechnologii rządu Indii, 1 mld rupii, tj. ok. 13 mln USD[9]
- Tito Vodka, 1 mln USD[10]
- US International Development Finance Corporation, 50 mln USD na zwiększenie zdolności produkcji szczepionki przez Biological E. Limited[11]